# Nagara-klass
Nagara-klassen (良型軽巡洋艦, Nagaragata keijun'yōkan) var en klass av sex lätta kryssare som byggdes för och användes av den kejserliga japanska flottan. Kryssarna i Nagara-klassen visade sig vara användbara i stridsinsatser från Aleuterna till Indiska oceanen under hela andra världskriget. De flesta fungerade som flottiljledare för jagar- eller ubåtsskvadroner och användes även för transport eller lokala försvarsuppdrag. Mot slutet av kriget blev de överlevande fartygen alltmer föråldrade och behölls endast som andraklassens-fartyg.

## Bakgrund
De tre sista lätta kryssarna i 5 500 tonklassen som godkändes inom ramen för "8-4 flottprogrammet" beställdes av den japanska flottan 1920. På grund av mindre ändringar i designen, främst på grund av bättre torpeder, betecknades dessa tre fartyg först som "modifierad Kuma-klass", eller "5500-tons klass typ II", innan de ombetecknades efter det ledande fartyget, Nagara. En andra uppsättning av tre fartyg godkändes i slutet av 1920. Dessa tre sista fartyg skulle till en början benämnas Suzuka, Otonase och Minase fram till november 1921.

## Design
Nagara-klassen var den andra klassen av lätta kryssare i den kejserliga japanska flottan som var baserad på ett standardiserat deplacement på 5 500 ton. När det gäller dimensioner och prestanda är den nästan identisk med de tidigare kryssarna i Kuma-klassen, men den var den första klassen av kryssare som utrustades med de nya typ 93, 61 cm, "Lång-Lans" torpederna vilket krävde större torpedtuber.
Nagara-klassen använde samma skrov, motorer och bestyckning som Kuma-klassen. Nagara-klassens skrovdesign var baserad på ett nominellt deplacement på 5 500 ton, med ett högt fribord och en lätt bryggkonstruktion, bakom vilken det fanns en trebent mast med eldledningsplattformen och två strålkastare, samma som för Kuma-klassen.
Nagara-klassens framdrivningssystem byggde på fyra växlade ångturbiner med 12 pannor som gav 90 000 hk (67 000 kW). Tio pannor var konstruerade för att förbränna tjockolja och de återstående två förbrände en blandning av kol och olja. Fartygen i Nagara-klassen hade en maxfart på 36 knop (67 km/h) och en räckvidd på 9 000 nautiska mil (17 000 km) vid 10 knop (19 km/h).
Huvudbatteriet bestod av sju 14 cm sjömålskanoner i enkeltorn (två fram, tre bak och en på vardera sidan av bryggan). Placeringen innebar att endast sex av kanonerna kunde avfyras i en bredsida. Liksom Kuma-klassen förblev Nagara-klassen mycket bristfällig när det gällde luftvärn, med endast två 8 cm kanoner och två 6,5 mm kulsprutor. Fartygen kunde också medföra 48 sjöminor.
En stor skillnad mot Kuma-klassen var konfigurationen av överbyggnaden, som innehöll en flygplanshangar. Till en början monterades en 10 meter lång plattform ovanför torn nr 2, som sträckte sig över den främre överbyggnaden under bryggan. Den ersattes senare av en flygplanskatapult. Trots detta visade sig arrangemanget vara otympligt, och katapulten flyttades till baksidan av varje fartyg, mellan torn nr 5 och 6, under ombyggnader 1929-1934.

### Modifieringar
I början av andra världskriget planerades Abukuma och Kinu att utrustas som flottiljledare för jagarskvadroner. På grund av brist fick dock endast Abukuma de två fyrdubbelt monterade torpedtuberna som planerat, och hennes främre torpedtuber togs senare bort. Efter krigets början modifierades och uppgraderades vart och ett av fartygen i klassen, särskilt för att förbättra luftvärnet, men inget fartyg modifierades på samma sätt.

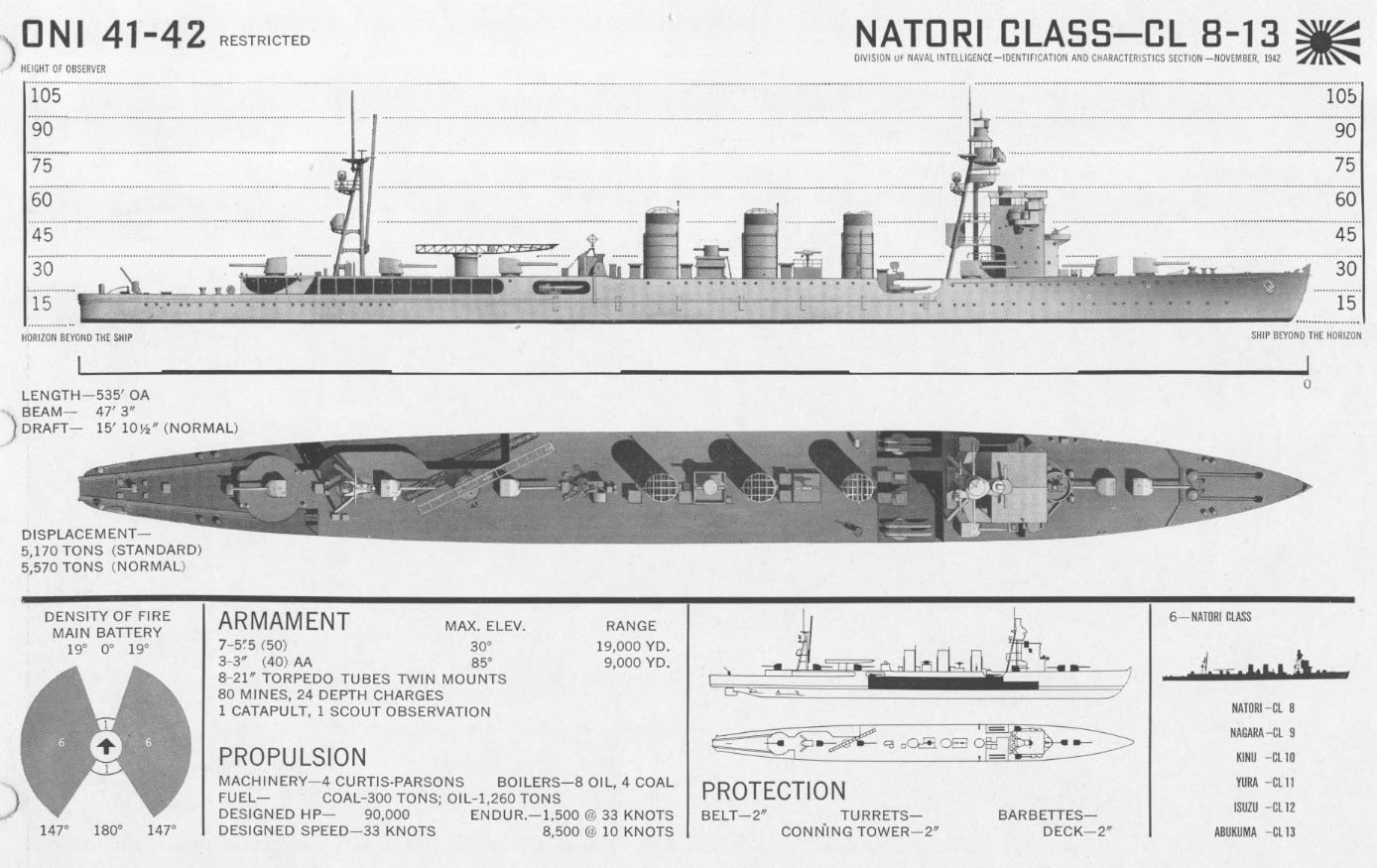
Amerikansk ritning på en Nagara-kryssare (här betecknad som Natori-klass).

För att behålla samma vikt togs katapulterna bort, och på nästan alla fartyg ersattes torn nr 5 och 7 med en dubbelmonterad typ 89 12,7 cm kanon. Ytterligare 25 mm luftvärnskanoner och 13 mm kulsprutor monterades också ombord fartygen.
1943-1944 fick de fem överlevande fartygen i klassen radarsystem.
Isuzu var den enda kryssaren som konverterades till ett exklusiv luftvärns- och ubåtsjaktsfartyg. Från maj till september 1944 togs alla hennes huvudkanoner bort och ersattes av totalt tre dubbelmonterade 12,7 cm allmålskanoner. Ett typ 94 eldledningssystem monterades i förmasten. Hennes lätta luftvärn utökades till totalt 11 trippelmonterade och 17 enkelmonterade 25 mm luftvärnskanoner. Hennes torpedtuber ersattes av två fyrdubbla sjunkbombskastare monterade i aktern, tillsammans med två sjunkbombsrälsar. Hon utrustades också med modern radar, sonar och hydrofoner.

## Skepp i klassen
Totalt sex kryssare i Nagara-klassen byggdes. Ingen av dem överlevde Stillahavskriget.
Nagara (長良)
Nagara byggdes av varvet i Sasebo och togs i bruk den 22 april 1922. Nagara deltog i de första striderna i det andra kinesisk-japanska kriget, inklusive slaget om Shanghai och invasionen av Franska Indokina. Efter attacken mot Pearl Harbor skyddade Nagara de japanska truppernas landstigningar i Malaya och Nederländska Ostindien. Hon följde med amiral Nagumos hangarfartygsstyrka under slaget vid Midway, i slutet av vilket hon tog över rollen som Nagumos flaggskepp efter förlusten av Akagi. Därefter deltog hon i slaget vid östra Salomonöarna, Santa Cruz och sjöslaget vid Guadalcanal (där hon sänkte jagaren USS Preston). Hon sänktes av ubåten USS Croaker på väg mellan Kagoshima och Sasebo den 7 augusti 1944.
Isuzu (五十鈴)
Isuzu byggdes av Uraga-varvet och togs i bruk den 15 augusti 1923. Hon skyddade de japanska truppernas landstigning i Kina och erövrandet av Hongkong i början av andra världskriget. Därefter baserades hon i Nederländska Ostindien och under kampanjen på Salomonöarna var hon aktiv vid slaget vid Santa Cruz och sjöslaget vid Guadalcanal. Efter att ha drabbats av allvarliga skador från flyganfall i slutet av 1943 tvingades hon återvända till Japan, där hon genomgick en omfattande ombyggnad för att utöka luftvärnet och montera ubåtsjakts-utrustning. Hon överlevde slaget vid Leytebukten, men sänktes av en grupp av fyra ubåtar (tre amerikanska och en brittisk) utanför Sumbawa den 7 april 1945.
Natori (名取)
Natori färdigställdes av Mitsubishi i Nagasaki den 15 september 1922 och skyddade de japanska truppernas landstigningar i Filippinerna och Nederländska Ostindien. Under slaget vid Sundasundet bidrog hon till att sänka kryssarna USS Houston och HMAS Perth. Därefter utförde hon patrullering i Nederländska Ostindien, men återvände till Japan för att reparera skador efter flygattacker i juni 1943 och kunde inte återuppta aktiv tjänst förrän i april 1944. Hon sänktes utanför Samar av ubåten USS Hardhead den 19 augusti 1944.
Yura (由良)
Yura togs i bruk vid varvet i Sasebo den 20 mars 1923 och var med i sänkningen av Prince of Wales och Repulse och skyddade de japanska truppernas landstigningar i Malaya och Sarawak. Därefter deltog hon i räderna i Indiska oceanen, slaget vid Midway och slaget vid östra Salomonöarna. Hon skadades svårt av amerikanska flygplan vid Salomonöarna och borrades i sank den 25 oktober 1942.
Kinu (鬼怒)
Kinu färdigställdes av Kawasaki i Kobe den 10 november 1922 och var inblandad i sänkningen av Prince of Wales och Repulse och skyddade de japanska truppernas landstigningar i Malaya och Nederländska Ostindien. Hon deltog i olika operationer på Salomonöarna och Filippinerna, men sänktes av amerikanska hangarfartygsflygplan i Visayahavet den 26 oktober 1944.
Abukuma (阿武隈)
Abukuma färdigställdes på Uraga-varvet den 26 maj 1925 och deltog i attacken mot Pearl Harbor. Hon deltog senare i slaget vid Kommendörsöarna och förblev aktiv i norra vatten som en del av den 5:e flottan fram till oktober 1944. När hon skickades söderut för att bekämpa den amerikanska invasionen av Filippinerna skadades hon dock allvarligt av en amerikansk PT-båt i slaget om Surigaosundet den 25 oktober, och en efterföljande attack av amerikanska landbaserade bombplan skadade henne svårt, vilket ledde till att hon borrades i sank den 26 oktober 1944.